# Гродненська школа зодчества
Гродненська школа зодчества — окрема архітектурна школа ХІІ ст. в Гродно, яка виділяється серед інших своєю самобутністю і оригінальністю; одна з найбільш відомих та характерних шкіл зодчества в Білорусі і на території Стародавньої Русі в XII ст.
Основними ознаками Гродненської школи на відміну від полоцької, вітебської та інших поширених на території Русі архітектурних шкіл були: оформлення зовнішніх фасадів вставками полірованих каменів різного відтінку і композиції з різнокольорових майолікових плиток.
На сьогоднішній день відомо 7 пам'яток Гродненської архітектурної школи ХІІ ст.: 
- Нижня церква на Старому замку;
- князівський палац на Старому замку;
- стіна на мисі і стіна за східним палацом на Старому замку;
- Борисоглібська церква;
- Пречистенська церква;
- недобудована церква на замчищі у Вовковиську.

До Гродненської школи зодчества відносять також ще два храми: 
- Воскресенська церква (ймовірно знаходилася на Новому замку);
- так звана Мала церква на посаді.

Інтенсивне цегляне будівництво в ХІІ ст. свідчить про заможність міщан і дозволяє говорити про Гродно як про значний економічний центр регіону.
Із зодчих школи відомий тільки Петро Милоніг.